# هالازپام
هالازپام(به انگلیسی: Halazepam) مشتقی از بنزودیازپین‌ها است که تحت نام‌های تجاری Paxipam در ایالات متحده، Alapryl در اسپانیا، و Pacinone در پرتغال به بازار عرضه می‌شد.

## مصارف پزشکی
از هالازپام برای درمان اضطراب استفاده می‌شد.

## عوارض جانبی
عوارض جانبی آن شامل خواب آلودگی، پریشانی و سرگیجه است. عوارض گوارشی از جمله خشکی دهان و حالت تهوع نیز گزارش شده‌است.